# Haemanthus albiflos
Haemanthus albiflos là một loài thực vật có hoa trong họ Amaryllidaceae. Loài này được Jacq. mô tả khoa học đầu tiên năm 1797.

## Hình ảnh

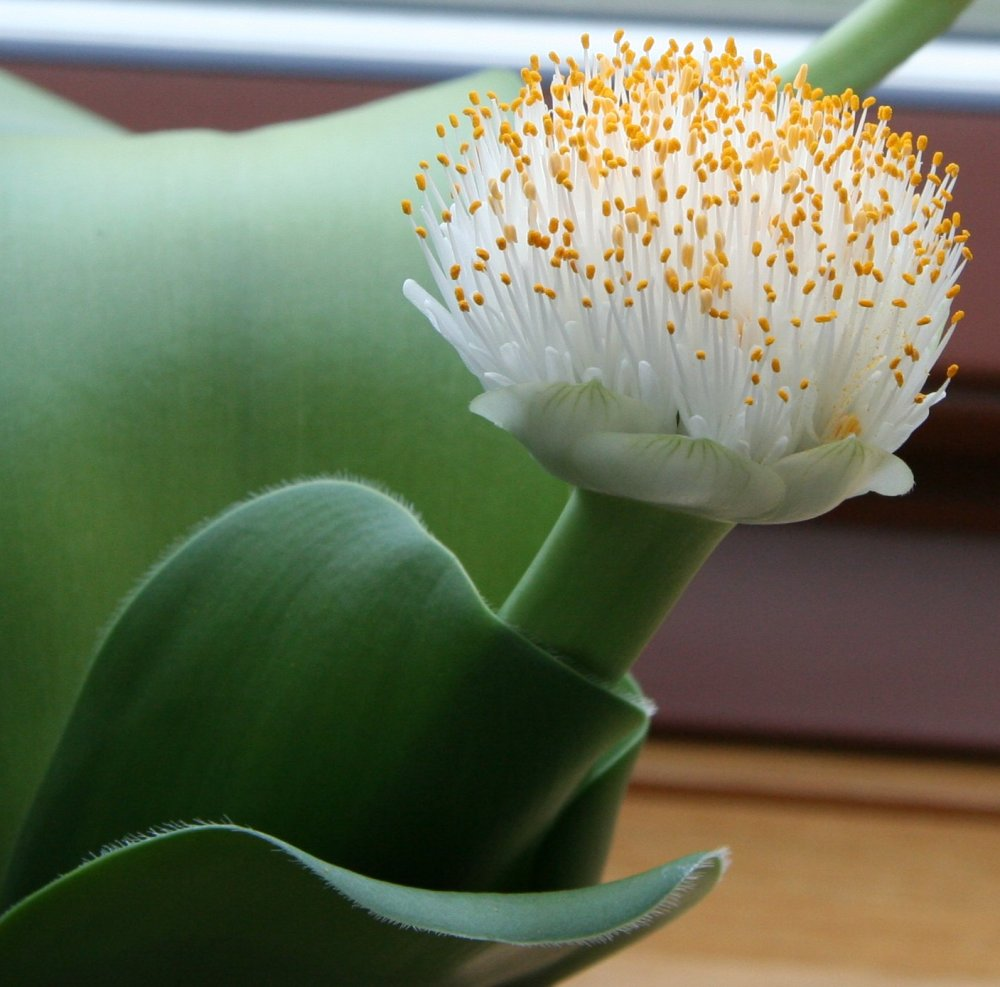
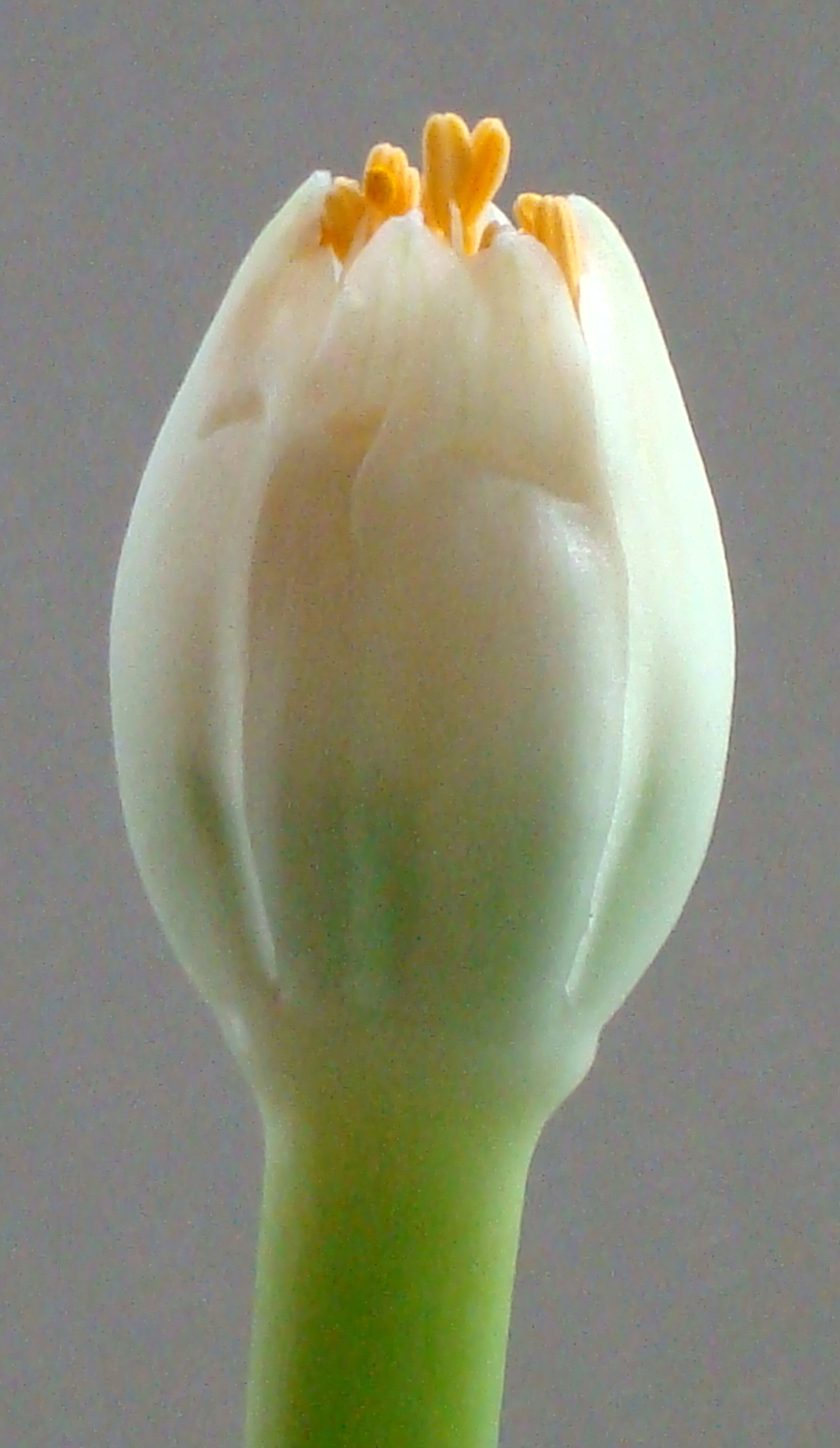
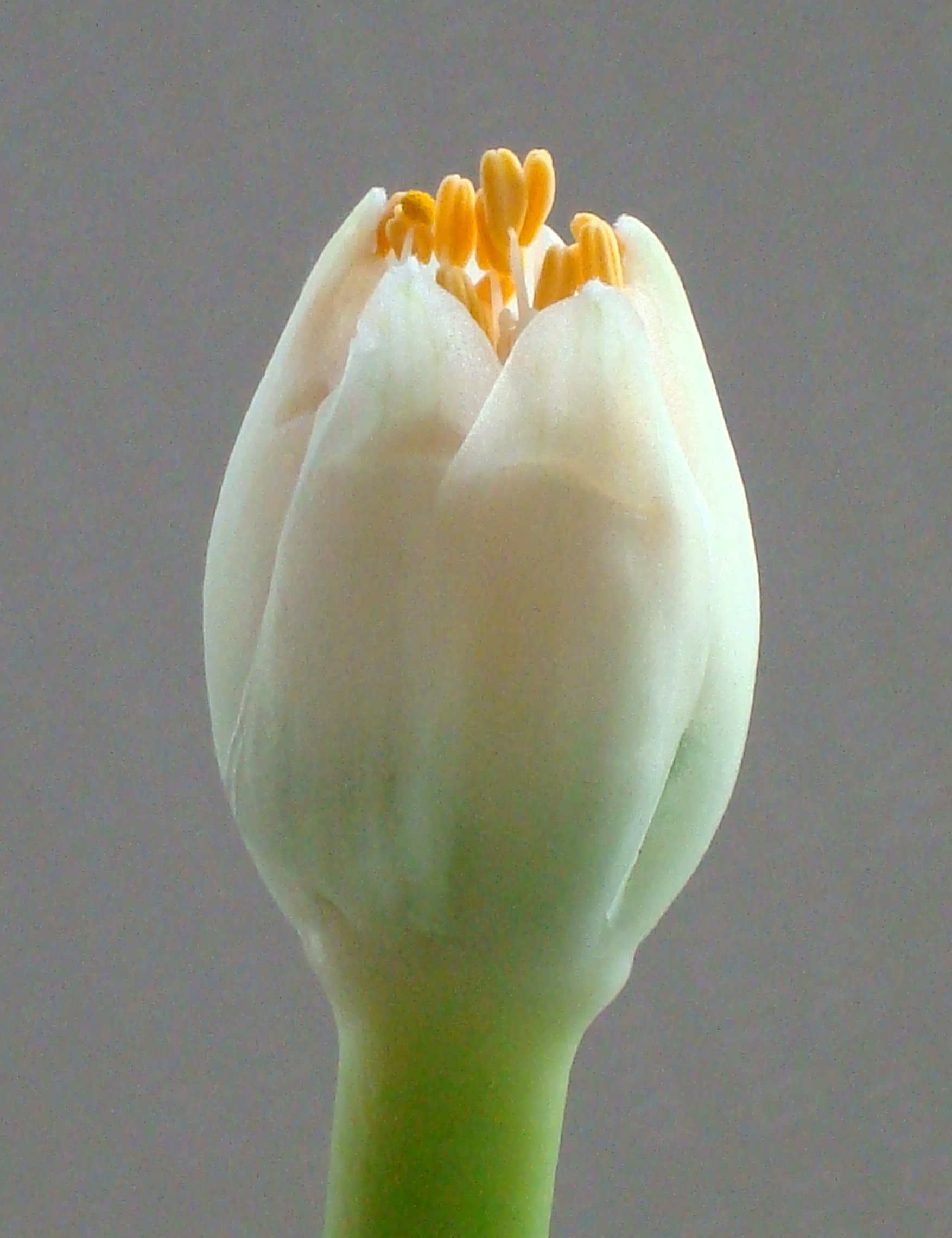
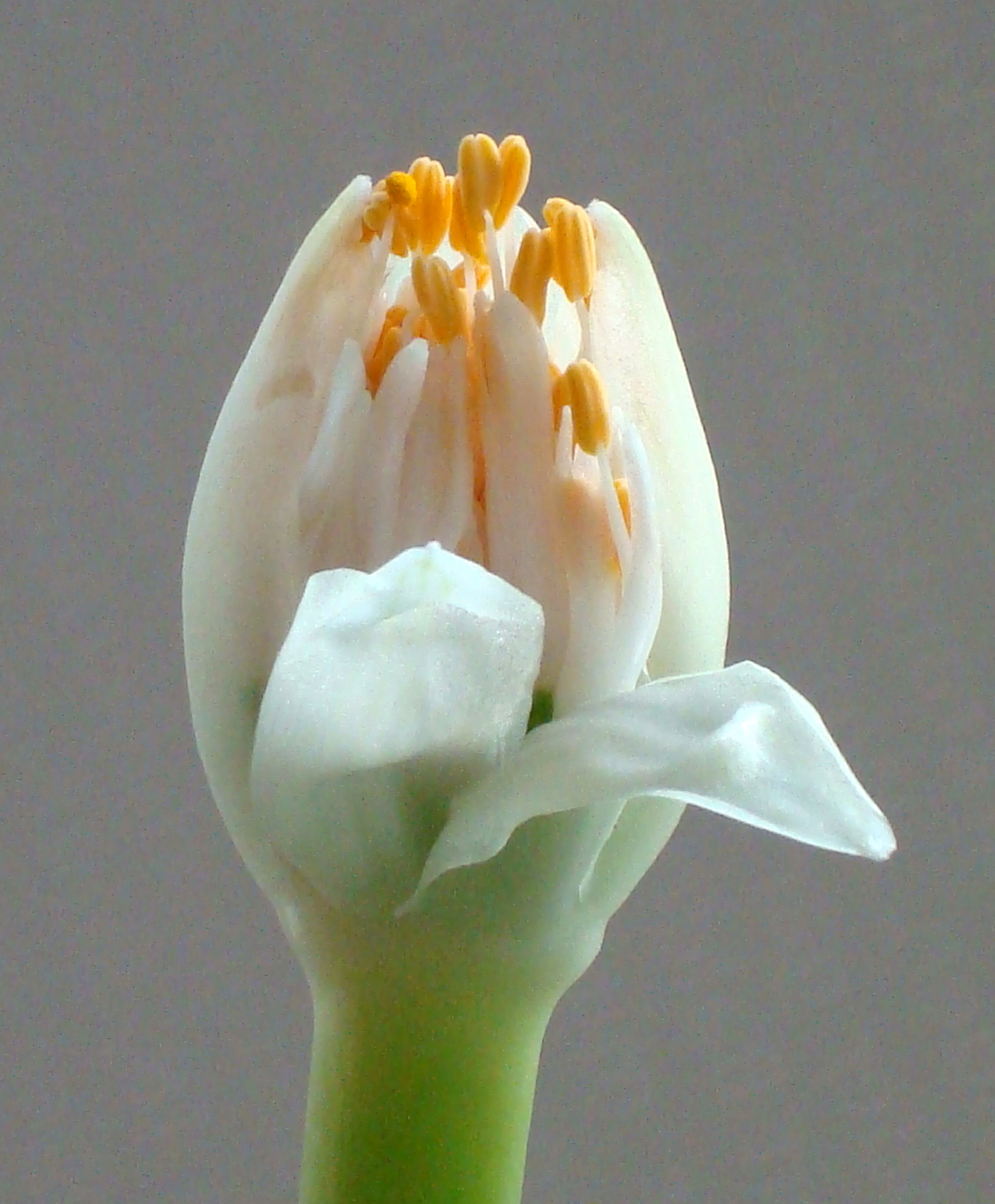